# Jon Rudnitsky
Jon Rudnitsky (Harrington Park, 22 novembre 1989) è un attore statunitense.
Rudnitsky è noto per essere stato un membro del cast della serie comica di sketch della NBC Saturday Night Live tra il 2015 e il 2016. Successivamente ha interpretato McWatt nella miniserie Catch-22 del 2019.

## Biografia
Rudnitsky è originario di Harrington Park, New Jersey.  Sua madre, Karen, è un'assistente sociale presso il Valley Hospital di Ridgewood, nel New Jersey, e suo padre, Steven, è un uomo d'affari nel settore dell'ospitalità.
Rudnitsky ha frequentato la Northern Valley Regional High School a Old Tappan. Successivamente ha studiato recitazione presso la University of Southern California. Suo zio materno, Michael Oren, è stato ambasciatore israeliano negli Stati Uniti, e Rudnitsky è ebreo.
All'inizio della sua carriera, si è esibito con il gruppo dei comici the Groundlings. Il 31 agosto 2015, è stato annunciato che Rudnitsky si sarebbe unito al cast del Saturday Night Live per la quarantunesima stagione dello show. Nel terzo episodio, Rudnitsky ha interpretato Anderson Cooper in uno sketch, in qualità di moderatore per un dibattito presidenziale democratico, per il quale ha ricevuto critiche dallo stesso Cooper. Ha anche imitato Wolf Blitzer, John Mayer, Martin Scorsese, Tom Cruise e Vladimir Putin. Il 9 agosto 2016, è stato riferito che Rudnitsky non sarebbe tornato nello show per la stagione successiva.
Nel 2017, Rudnitsky ha recitato al fianco dell'attrice Reese Witherspoon nella commedia romantica 40 sono i nuovi 20. Nel 2018, ha interpretato Mike nel film Netflix Come far perdere la testa al capo.
Nel marzo 2020, è stato scelto per il ruolo di Mike Devries nella serie televisiva commedia-drammatica musicale The Big Leap, distribuita su Fox da settembre 2021.

## Filmografia

### Cinema
- Two-Bit Waltz, regia di Clara Mamet (2014)
- Patchwork, regia di Tyler MacIntyre (2015)
- 40 sono i nuovi 20, regia di Hallie Meyers-Shyer (2017)
- Summer Days, Summer Nights, regia di Edward Burns (2018)
- Come far perdere la testa al capo, regia di Claire Scanlon (2018)
- Inganni online, regia di Tyler Perry (2018)
- All My Life, regia di Marc Meyers (2020)
- The Young Wife, regia di Tayarisha Poe (2023)
- Stealing Pulp Fiction, regia di Danny Turkiewicz (2024)
- I Love You Forever, regia di Cazzie David e Elisa Kalani (2024)
- Our Little Secret, regia di Stephen Herek (2024)

### Televisione
- Criminal Minds – serie TV, 1 episodio (2012)
- JewDate – serie TV, 1 episodio (2013)
- Saturday Night Live – serie TV, 30 episodi (2015-2016)
- Better Briefs – serie TV, 1 episodio (2017)
- Red Oaks – serie TV, 1 episodio (2017)
- Curb Your Enthusiasm – serie TV, 2 episodi (2017-2021)
- Champions  – serie TV, 3 episodi (2018)
- Catch-22 – serie TV, 5 episodi (2019)
- The Big Leap - Un'altra opportunità – serie TV, 11 episodi (2020)

## Doppiatori italiani
Nelle versioni in italiano delle opere in cui ha recitato, Jon Rudnitsky è stato doppiato da:
- Paolo Vivio in All My Life, The Big Leap - Un'altra opportunità
- Davide Albano in 40 sono i nuovi 20
- Stefano Crescentini in Red Oaks
- Emanuele Ruzza in Come far perdere la testa al capo
- Gabriele Vender in Catch-22
- Marco Vivio in Our Little Secret